# 狐地
狐地（きつねじ）は、愛知県弥富市の地名。

## 地理
旧弥富町中央部に位置する。東は稲荷・三稲、西は三好、南は稲狐町、北は稲元に接する。

### 交通
- 国道23号[1]
- 愛知県道境政成新田蟹江線[1]

### 施設
- 弥富市立栄南小学校[1]
- 神明社[1]

## 歴史

### 地名の由来
『尾張国地名考』によれば、開発者に欺かれたということに由来するという。また、周辺でよくみられる稲荷信仰に由来するともいう。

### 沿革
- 1687年（貞享4年） - 開発される[2]。
- 1722年（享保7年） - 高潮により亡所となる[2]。
- 1725年（享保10年） - 鯏浦村の宇佐美孫左衛門と子宝新田村の吉田平左衛門により再開発[2]。
- 1889年（明治22年） - 両国村大字狐地となる[1]。
- 1906年（明治39年） - 鍋田村大字狐地となる[1]。
- 1937年（昭和12年） - 鍋田村大字狐地となる[1]。
- 1955年（昭和30年） - 弥富町大字狐地となる[1]。
- 2006年（平成18年）4月1日 - 海部郡弥富町大字狐地が合併に伴い、弥富市狐地となる[WEB 6]。

### 人口の変遷
国勢調査による人口および世帯数の推移。
| 1995年（平成7年）  | 59世帯 291人 |  |
| 2000年（平成12年） | 61世帯 272人 |  |
| 2005年（平成17年） | 66世帯 247人 |  |
| 2010年（平成22年） | 70世帯 241人 |  |
| 2015年（平成27年） | 66世帯 219人 |  |
| 2020年（令和2年）  | 61世帯 199人 |  |

### WEB
1. 1 2  総務省統計局 (2022年2月10日). “令和2年国勢調査の調査結果(e-Stat) - 男女別人口，外国人人口及び世帯数－町丁・字等” (CSV). 2023年8月2日閲覧。
2. ↑  “愛知県弥富市の町丁・字一覧”.   人口統計ラボ. 2022年12月12日閲覧。
3. ↑  “読み仮名データの促音・拗音を小書きで表記するもの(zip形式) 愛知県” (zip).   日本郵便 (2024年2月29日). 2024年3月26日閲覧。
4. ↑  “市外局番の一覧” (PDF).   総務省 (2022年3月1日). 2022年3月22日閲覧。
5. ↑  “ナンバープレートについて”.   一般社団法人愛知県自動車会議所. 2024年1月21日閲覧。
6. ↑  “愛知県弥富市の郵便番号一覧”.   日本郵便. 2022年12月12日閲覧。
7. ↑  総務省統計局 (2014年3月28日). “平成7年国勢調査の調査結果(e-Stat) - 男女別人口及び世帯数 －町丁・字等” (CSV). 2021年7月20日閲覧。
8. ↑  総務省統計局 (2014年5月30日). “平成12年国勢調査の調査結果(e-Stat) - 男女別人口及び世帯数 －町丁・字等” (CSV). 2021年7月20日閲覧。
9. ↑  総務省統計局 (2014年6月27日). “平成17年国勢調査の調査結果(e-Stat) - 男女別人口及び世帯数 －町丁・字等” (CSV). 2021年7月21日閲覧。
10. ↑  総務省統計局 (2012年1月20日). “平成22年国勢調査の調査結果(e-Stat) - 男女別人口及び世帯数 －町丁・字等” (CSV). 2021年7月21日閲覧。
11. ↑  総務省統計局 (2017年1月27日). “平成27年国勢調査の調査結果(e-Stat) - 男女別人口及び世帯数 －町丁・字等” (CSV). 2021年7月21日閲覧。

### 書籍
1. 1 2 3 4 5 6 7 8 9 10  「角川日本地名大辞典」編纂委員会 1989, p. 1899.
2. 1 2 3 4 5  「角川日本地名大辞典」編纂委員会 1989, p. 484.